# F.5 (dirigibile)
Il dirigibile F.5 era un dirigibile di tipo semirigido costruito in Italia per scopi militari dalle Officine Leonardo da Vinci di Baggio nella seconda metà degli anni dieci del XX secolo. L'F.5 apparteneva alla "Classe F", progettata dall'ingegnere Enrico Forlanini.

## Storia del progetto
Dopo aver realizzato i dirigibili sperimentali semirigidi F.1 "Leonardo da Vinci", in collaborazione con Cesare Dal Fabbro, e F.2 "Città di Milano", il progettista Enrico Forlanini, avviò la costruzione di ulteriori esemplari in risposta alla legge di potenziamento dell'aeronautica del 1910 che aveva previsto la costruzione di 9 dirigibili, di cui tre piccoli, cinque medi e uno grande.
Il governo britannico si interessò alle aeronavi tipo Forlanini, ordinando la realizzazione di una nuova aeronave che fu designata F.3, allestita nel corso del 1915, a prima guerra mondiale oramai iniziata. Il Ministero della guerra del Regno d'Italia si interessò anch'esso alle aeronavi tipo Forlanini ordinando la costruzione di tre esemplari, designati F.4, F.5, ed F.6, presso il cantiere aeronautico di Baggio (Milano).

## Tecnica
I dirigibili progettati da Forlanini furono tra i primi a presentare la navicella di comando solidale con l'involucro per ridurre la resistenza aerodinamica.
L'aeronave era di tipo semirigido, la struttura che caratterizzerà poi gran parte dei dirigibili di realizzazione italiana. Per motivi di sicurezza (l'aeronave era gonfiata con idrogeno) tutte le stoffe avevano ricevuto trattamento ignifugo, e l'aeronave presentava un doppio involucro. Quello interno era suddiviso in 12 sacche per il gas.  In linea con l'epoca era invece il complesso sistema di impennaggi con un gruppo multiplano a poppa seguito da uno triplano in coda. I piani di coda multiplani caratterizzano tutti i dirigibili di Forlanini, con l'esclusione dell'Omnia Dir.
Per la motorizzazione venne prescelto il propulsore Fiat S.76A, poi da 250 CV, installato in due esemplari. L'armamento difensivo comprendeva una postazione dorsale per mitragliatrice.

## Impiego operativo
Realizzato nel corso del 1917, l'F.4 venne assegnato in forza alla Regio Esercito, mobilitato a Baggio il 24 dicembre dello stesso anno, fu destinato a prestare servizio dall'aeroscalo di Campi Bisenzio, che venne liberato dalla presenza dell'M.1 e trasferito dal 5 febbraio a Campalto. A partire dal mese di marzo del 1918 iniziò ad operare con regolarità in missioni belliche contro obiettivi nemici, arrivando ad un totale di 22 missioni entro la fine dell'anno. Dal 23 aprile va a Ferrara fino al 3 maggio. Il 2 luglio torna a Ferrara e ritorna a Campalto il 6 agosto.
Nell'imminenza della battaglia di Vittorio Veneto, nella notte tra il 25 e il 26 ottobre 1918 il dirigibile F.5 lanciò 1.540 kg bombe contro la stazione ferroviaria di Conegliano Veneto.
Rimasto in servizio dopo la fine delle ostilità venne destinato a compiere voli di propaganda e riportato a Baggio, dove fu ricoverato in un hangar al fine di compiere lavori di riparazione. Mentre si trovava all'interno di esso, il 22 marzo 1919 si sviluppò un incendio causato da una fuga di idrogeno. Nella mattina di quel giorno il suo comandante, maggiore Francesco Pricolo, eseguì un controllo delle valvole del gas allo scopo di costatare la perfetta tenuta dei tubi di gomma e dei soffietti. A tale scopo aveva mandato in passerella il tenente Scuderi per costatare la perfetta tenuta delle valvole, e fatto fermare il ventilatore di hangar che serviva per tenere in pressione il dirigibile al fine di dipingere sulla fiancata il nominativo F.5. Dopo la verifica delle valvole il vicecomandante dell'aeronave, capitano Giuseppe Pomarici, diede ordine di predisporre il rifornimento di gas per svalvolare dagli scompartimenti estremi di poppa e prua che avevano una cattiva densimetria facendo togliere nel contempo i corrispondenti sacchetti di zavorra. Alle 10:00 si sviluppò un incendio devastante dalla prua del dirigibile che consumò in pochi attimi l'involucro dell'aeronave che si abbatte al suolo, con le fiamme che si estendevano all'hangar facendolo crollare in pezzi roventi entro 10 minuti. All'interno del dirigibile trovarono la morte i soldati Ferri e Mascheroni che stavano compiendo lo svalvolamento degli scompartimenti di poppa e prua, oltre al soldato Maroni che si trovava fuori dalla zona del dirigibile, sul pianerottolo della scala di accesso a raccogliere le funi. Seconda il rapporto del maggiore Pricolo causa probabile dell'incendio era stata una scintilla causata dallo strusciamento o strofinio sulla stoffa del soldato Ferri.

## Utilizzatori
Italia
- Regio Esercito

### Annotazioni
1. ↑  Tale soluzione risulta adottata anche dai dirigibili tedeschi prodotti dalla Groß-Basenach.

### Fonti
1. ↑  Pesce 1982, p. 138.
2. ↑  Pesce 1982, p. 28.
3. ↑  Pesce 1982, p. 56.
4. ↑  Mancini 1936, p. 285.
5. 1 2 3 4  Pesce 1982, p. 79.
6. 1 2 3 4  Pesce 1982, p. 80.